# Àrea arqueològica d'A Caeira

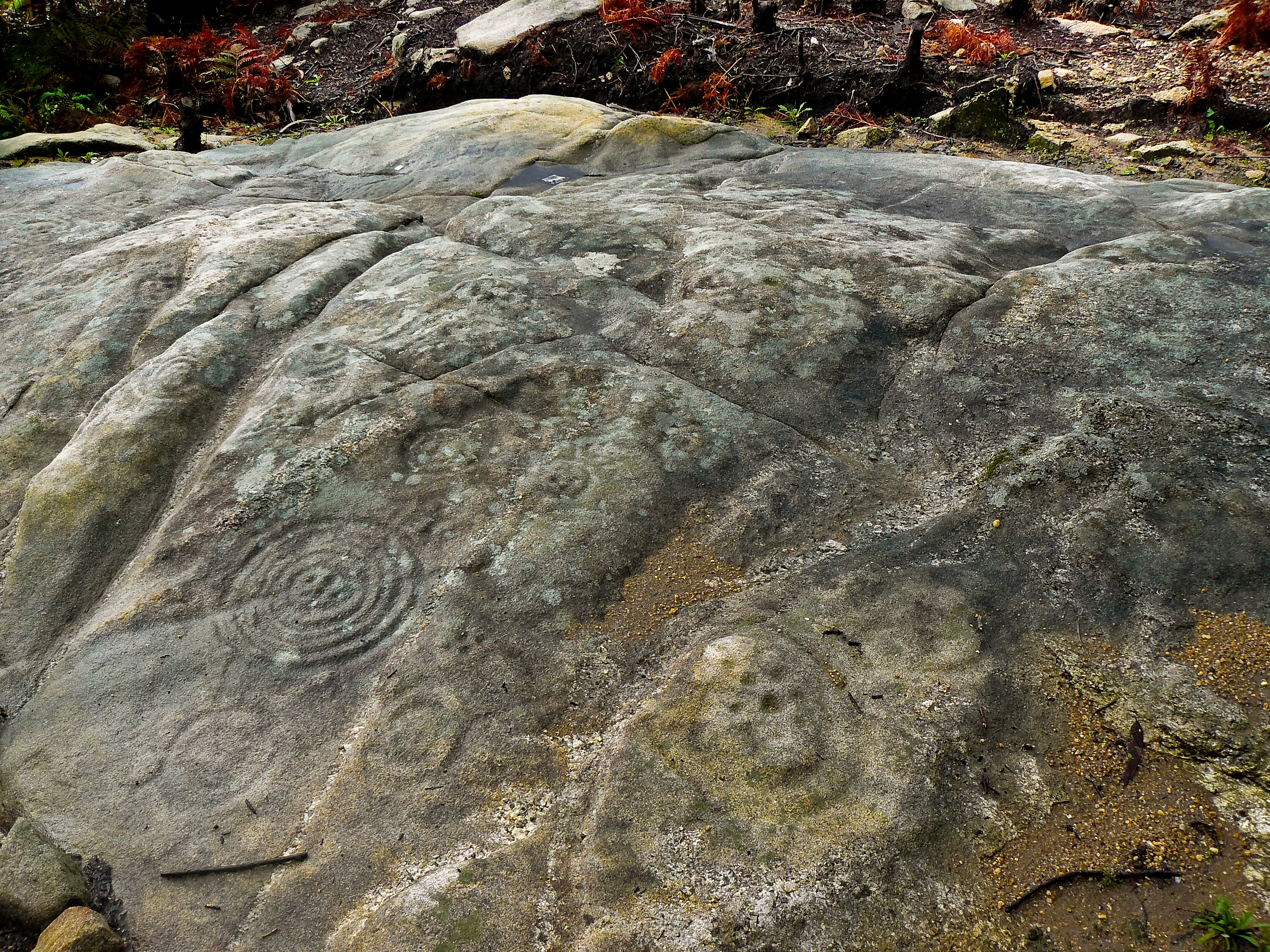
Pedra Grande de Montecelo

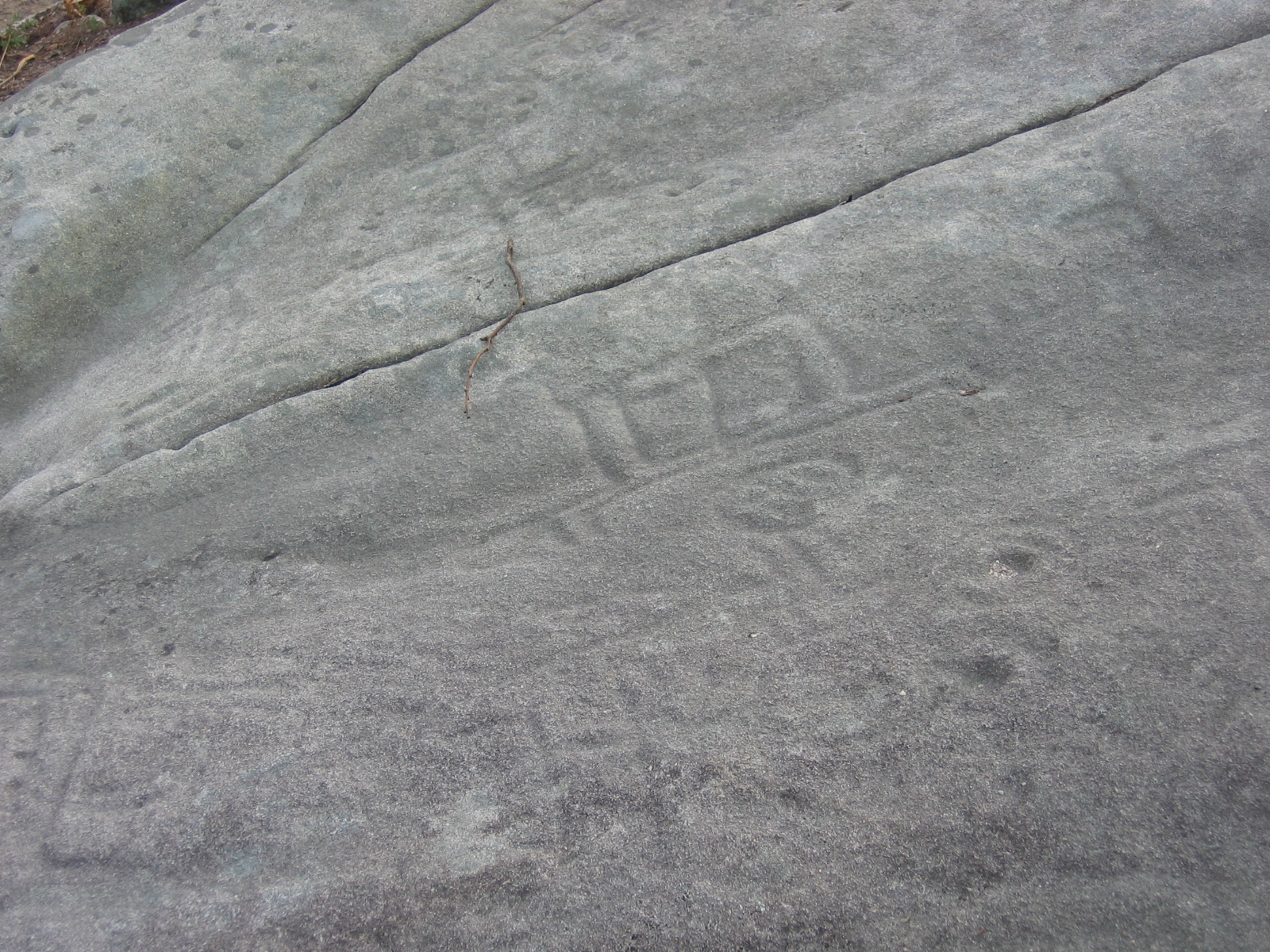
Laxe das Lebres

L'àrea arqueològica de Caeira és un conjunt de gravats rupestres a l'aire lliure situat al vessant de la Muntanya Tomba, a Boa Vista, ajuntament de Poio, província de Pontevedra. La integren més d'una vintena de gravats i petròglifs, tres dels quals tenen la distinció de Monument historicoartístic. Formen part del conjunt d'art rupestre de Terres de Pontevedra.
Els petròglifs i gravats a l'aire lliure de Caeira, tallats tots ells sobre roca granítica, són coneguts des de principis del s. XX gràcies al treball de l'intel·lectual de Pontevedra Ramon Sobrino Buhigas.
Als voltants d'aquests petròglifs s'han trobat a més indicis de la possible existència d'un poblat de l'edat de bronze, per la qual cosa es creu que aquests gravats es plasmaren en aquesta època. La seua temàtica s'agrupa en dos grans blocs: geomètric i naturalista, amb l'existència d'una gran varietat de representacions tals com cérvols, cassoles, combinacions circulars i diverses figures antropomòrfiques.

## Característiques
A A Caeira hi ha petròglifs senzills amb pocs motius repartits per diverses zones, però són dues estacions compostes per sengles pedres de grans dimensions les que detenen un paper més important en aquest conjunt.
- La Pedra Grande de Montecelo està integrada per un nombrós conjunt de combinacions circulars i constitueix un dels exemples més sorprenents dels motius geomètrics dels petròglifs del Grup Galaic d'Art Rupestre.
- La Laxe das Lebres és un gran plafó amb representacions de cérvols. Dos d'aquests animals, possiblement mascle i femella, disposats en simetria de mirall en constitueixen l'element principal. A banda i banda s'aprecien sengles figures antropomòrfiques com un genet.

L'ajuntament de Poio inclou també conjunts rupestres a Outeiro da Burata i la Muntanya Cruceiro, tots dos a la parròquia de Samieira. A més, el petròglif de Pozo Ventura no pertany a aquesta àrea arqueològica, però n'és molt a prop, a la Muntanya Liñares. La seua superfície és plena de motius geomètrics, però la seua singularitat li ve d'uns motius que recorden fulles d'alabarda.

## Centre d'interpretació
El Centre d'Interpretació Arqueològica de Caeira s'inaugurà el 18 de juny de 2009. És a la parròquia de San Salvador, just darrere del conegut com a Casal de Ferreirós. Alberga un projecte expositiu en què els visitants poden observar i conéixer de manera detallada les característiques dels petròglifs existents al municipi.
A més, el centre inclou una rèplica exacta del petròglif Pozo Ventura, d'unes característiques excepcionals en l'art rupestre d'aquesta zona de la península, i que recorda més aviat altres peces trobades a Irlanda o a la Bretanya de l'estat francés.